# 伊藤組土建
伊藤組土建株式会社（いとうぐみどけん）は、北海道の建設会社である。

## 歴史
前身の伊藤組は新潟県から渡道した伊藤亀太郎により1893年（明治26年）に創業した。従業員数名の土工部屋からの出発であったが、1902年（明治35年）に札幌木材商組合の評議員となり、その後、鉄道指名業者となってからは戦前から戦中にかけて道内主要工事の多くを受注し、北海道を代表する企業として地崎工業と並ぶ「道内土建業の首領」とも呼ばれた。1944年（昭和19年）、初代の死去にともない伊藤豊次が社長に就任した。後に貴族院議員にも勅選された。戦後の東京進出に備えて中央政財界に太いパイプを築いた。1956年（昭和31年）3代目伊藤義郎は30歳で社長に就任し、2002年（平成14年）まで在任した。
技術的には北海道特有の厳しい気候に対応できる事が道内同業者と同じくする長所であるが、近年では官公庁関連の完全入札制、同等以上の技術力のあるゼネコン大手の直接進出にともない、受注に関してかつての様に「伊藤組さん」だからという楽観できない環境下にある。
1946年（昭和21年）、伊藤組土建株式会社に商号を変更した。折りしもの好景気にのって全国の大規模建設工事に参加し、海外にも進出を果たした。しかし、バブル景気の崩壊で関連会社など多額の負債を抱えた。伊藤義郎の決断により関連企業を整理統合し、地崎工業のような運命は辿らなかった。スポーツ事業にそれ程手を出さなかったことも幸いした。その後は「本業回帰」を標榜して着実に受注高を回復させている。
伊藤杯 宮の森ナイタージャンプ大会、伊藤杯シーズンファイナル大倉山ナイタージャンプ大会などの「伊藤杯」の名称は日本スキー界の発展に貢献した伊藤義郎にちなむ。 
北海道ゼロックスやテレビ北海道といった企業の設立にかかわった。
北海道リート投資法人のスポンサーの一社である。

## 沿革
- 1893年（明治26年） - 「伊藤組」として創業。
- 1903年（明治36年） - 初めて出張所を小樽に開設
- 1907年（明治40年） - 樺太出張所開設（ - 1913年（大正2年））
- 1911年（明治44年） - 朝鮮・京城（現在の韓国・ソウル）に出張所開設（～1916年（大正5年））
- 1913年（大正2年） - 室蘭駅機関車庫（北海道初の鉄筋コンクリート建築）
- 1916年（大正5年） - 室蘭出張所開設。
- 1919年（大正8年） - 現在地に本社を移転
- 1922年（大正11年） - 札幌製材販売所を開設。北海タイムス建設工事竣工
- 1923年（大正12年） - 伊藤組「組報」第1号発行
- 1939年（昭和14年） - 北京出張所開設（ - 1945年（昭和20年））
- 1946年（昭和21年） - 「伊藤組土建株式会社」に商号変更。東京へ進出。
- 1947年（昭和22年） - 木材の製材を行う伊藤組木材株式会社設立
- 1954年（昭和29年） - 山林経営を行う伊藤組農林株式会社設立
- 1956年（昭和31年） - 工事受注高が7億5110万円に至る。
- 1961年（昭和36年） - 不動産事業を行う株式会社伊藤組設立
- 1964年（昭和39年） - 東京事務所を東京支店と改称。東海道新幹線戸塚地区建設工事竣工
- 1969年（昭和44年） - 仙台支店開設。
- 1970年（昭和45年） - 北海道百年記念塔・真駒内スピードスケート競技場建設工事竣工
- 1971年（昭和46年） - 株式会社札幌国際ホテル設立
- 1972年（昭和47年） - 札幌国際ビル株式会社設立
- 1973年（昭和48年） - 防衛医科大学校体育館・北海道立近代美術館・東北新幹線第1利府トンネル建設工事竣工
- 1980年（昭和55年） - 伊藤組、富士ゼロックスと共同出資で北海道ゼロックスを設立
- 1984年（昭和59年） - 伊藤組土建、資本金10億円突破。
- 1985年（昭和60年） - アメリカ合衆国・オレゴン州ポートランド市に事務所開設し海外に進出。旭川中小企業大学建設工事竣工
- 1988年（昭和63年） - 伊藤組土建出資によるテレビ北海道設立
- 1990年（平成2年） - 五番舘西武新館・札樽自動車道発寒高架橋工事・札幌駅高架化建設工事竣工
- 1993年（平成5年） - 伊藤組創業100周年記念式典開催、テルメインターナショナルホテル・知内ダム建設工事竣工
- 1998年（平成10年） - 札幌駅北口地下施設・小平町文化交流センター・三望台シャンツェ整備・斜内トンネル建設工事竣工
- 1999年（平成11年） - 第2白糸トンネル・大倉山ジャンプ競技場運営本部棟・石狩市図書館建設工事竣工
- 2004年（平成16年） - 広内トンネル建設工事竣工
- 2007年（平成19年） - 駐札幌韓国領事館・太島内トンネル建設工事竣工

## 歴代社長
- 伊藤豊次：1946年 - 1956年
- 伊藤義郎：1956年 - 2002年
- 吉野龍男：2002年 - 2008年
- 平野良弘：2008年 - 2010年
- 津司武：2010年 - 2013年
- 玉木勝美：2013年 - 2022年
- 大谷正則：2022年 -

## 事業所
- 本社　〒060-8554 札幌市中央区北4条西4丁目1
- 営業所（北海道）
  - 道東営業所　〒080-0846 帯広市緑ヶ丘8丁目4
  - 苫小牧営業所　〒053-0015 苫小牧市本幸町2丁目3-17 SR苫小牧ビル804号室
  - 函館営業所　〒040-0053 函館市末広町5-3 ベイコート末広203号
  - 道北営業所　〒070-0031 旭川市1条通7丁目202 エンドレス17 B棟 4006
  - 千歳出張所〒066-0051 千歳市泉沢872-6
- 東京支店　〒103-0006 東京都中央区日本橋富沢町10-16　MY　ARK日本橋ビル 6F
- 営業所(関東)
  - 埼玉営業所　〒364-0023 埼玉県北本市下石戸下497-11　冷泉ビル 2F
- 東北支店　〒980-0802 仙台市青葉区二日町2-15　二日町鹿島ビル

## 主な施工実績
- アスティ45ビル
- 渡島当別トンネル
- 札幌駅（3代目）
- 明治安田生命さいたま新都心ビル
- 十勝ダム
- 北海道拓殖銀行小樽支店
- 小樽駅
- 北海道庁
- 旧五番館西武（札幌西武）新館